# Haroldius penelopae
Haroldius penelopae là một loài bọ cánh cứng trong họ Bọ hung (Scarabaeidae).